# Homoranthus darwinioides
Homoranthus darwinioides là một loài thực vật có hoa trong Họ Đào kim nương. Loài này được (Maiden & Betche) Cheel mô tả khoa học đầu tiên năm 1922.